# Montbenoît
Montbenoît korábbi község (település) Franciaországban, Doubs megyében. 2025. január 1-jén Hauterive-la-Fresse, La Longeville, Montflovin és Ville-du-Pont községgel egyesült és Pays-de-Montbenoît új község része lett.
Lakosainak száma 399 fő (2022. január 1.). Montbenoît Maisons-du-Bois-Lièvremont községgel határos.

## Népesség
A település népességének változása:
| Lakosok száma | 205  | 163  | 238  | 329  | 398  | 397  | 396  | 399  | 398  | 399  |
|               | 1968 | 1982 | 1990 | 2006 | 2013 | 2015 | 2017 | 2019 | 2020 | 2022 |